# Неварська мова
Неварська мова, неварі або непал-бхаса (नेपाल भाषा, Newah Bhaye) — одна з мов Непалу (шоста за чисельністю носіїв). Це головна мова неварців — автохтонного населення долини Катманду, яка і називалася раніше Непалом, і де знаходиться столиця країни.
Мова відноситься до тибето-бірманської підсім'ї сино-тибетської сім'ї, усередині якої утворює окрему гілку. Незважаючи на походження, мова зазнала значний вплив індо-іранських мов. Входить також до ареального поняття «гімалайських мов». Неварська мова використовує системи писемності деванагарі, ранджана та багато інших.